# Hermila Galindo
Hermila Galindo Acosta, més coneguda com Hermila Galindo de Topete (Ciutat Lerdo, Durango, Mèxic, 2 de juny de 1886 - Ciutat de Mèxic, 19 d'agost de 1954), va ser una mestra, revolucionària, feminista, política mexicana, oradora, periodista, fundadora de la revista La Mujer Moderna i autora del llibre La Doctrina Carranza y el acercamiento indolatino.

## Biografia
Va ser batejada com a filla natural. En l'acta, apareix registrada com a María Hermila Acosta. Es diu que la mare va morir poc després que ella naixés. És probable que, a causa de la seva orfandat, el seu pare, Rosario Galindo, l'hagués recollit, li hagués donat el seu cognom i l'hagués deixat a cura de la seva germana soltera, Ángela Galindo. Hermila va fer uns anys de primària a la seva ciutat natal i uns altres a Chihuahua. Va cursar una carrera curta a l'Escola Industrial de Senyoretes, a Chihuahua, en la qual va estudiar telegrafia, anglès, tenidoria de llibres, taquigrafia, mecanografia i espanyol. En el reportatge “Vuit periodistes mexicanes”, publicat el 15 d'octubre de 1954 en el periòdic El Universal, Daniel Muñoz (1954: 18-29) escriu que el pare d'Hermila, en veure la intel·ligència de la seva filla i la seva aplicació escolar, va pensar a enviar-la als Estats Units a estudiar Química però no ho va poder fer perquè ell va morir.

## Activitat política
En quedar òrfena de pare el 1902, amb 16 anys, Hermila va començar a treballar com a professora de taquigrafia en diverses escoles de Torreón, Coahuila. El 1909, quan tenia 23 anys, Hermila va començar a simpatitzar amb el «reyismo» i posteriorment, amb el «maderismo» i la seva postura antirreeleccionista. És probable que el seu primer acostament a aquests corrents hagués estat com a taquígrafa de l'advocat antiporfirista Francisco Martínez Ortiz, dirigent del setmanari El Nuevo Mundo. El 1911 es va traslladar a viure a la Ciutat de Mèxic, on va ser secretària del general Eduardo Hay. Després del derrocament de Francisco I. Madero, ocorregut en la Desena Tràgica, Hermila es va quedar sense una feina permanent; impartia cursos de taquigrafia a l'escola Miguel Lerdo de Tejada, de la Ciutat de Mèxic. És probable que durant aquest temps mantingués contacte o pertanyés a clubs revolucionaris, perquè el 1914 va ser escollida pel club Abraham González per formar part del comitè de benvinguda a l'Exèrcit Constitucionalista. D'aquesta manera, va conèixer Venustiano Carranza, que la va convidar a col·laborar com la seva secretària particular. A partir de llavors, va treballar i va promoure la política carrancista.
El 1915, va fundar i va dirigir el setmanari literari i polític Mujer Moderna. A través d'aquesta publicació, va promoure l'educació laica, l'educació sexual, així com la igualtat de dones i homes. El 1916 va enviar una ponència al Primer Congrés Feminista de Yucatán, «La dona en l'avenir», que va causar renou entre les mateixes feministes. Hi exposava les seves idees sobre el feminisme: explicava la necessitat d'igualtat entre dones i homes, incloent-hi els drets sexuals i polítics. Va sol·licitar la necessitat d'implementar un pla d'educació sexual, i va assenyalar la religió com la principal responsable de la ignorància de la població en relació amb aquest tema, per tractar-lo com un tabú. Va impartir conferències sobre feminisme en diversos llocs del país, en els quals fundava clubs feministes: Veracruz, Tabasco, Campeche i Yucatán. Va viatjar a l'Havana per donar a conèixer la postura política de Venustiano Carranza i per protestar en contra de la política intervencionista dels Estats Units a Mèxic. Va ser autora del llibre La doctrina Carranza i l'acostament indolatino.
A finals de 1916, Hermila, secretària particular de Venustiano Carranza, va enviar al constituent un escrit en el qual sol·licitava els drets polítics per a les dones, argumentant el següent: «És d'estricta justícia que la dona tingui el vot en les eleccions de les autoritats, perquè si ella té obligacions amb el grup social, és raonable que tingui també drets. Les lleis s'apliquen per igual a homes i dones: la dona paga contribucions, la dona, especialment la independent, ajuda a les despeses de la comunitat, obeeix les disposicions governatives i, si de cas delinqueix, pateix les mateixes penes que l'home culpat. Així doncs, per les obligacions, la llei la considera igual que a l'home, només quan es tracta de prerrogatives la desconeix i no li concedeix cap de les que gaudeix l'home.»
Va defensar la igualtat de la dona i el seu dret a vot, promovent la inclusió d'aquest dret en els articles 34è i 35è de la Constitució Política dels Estats Units Mexicans de 1917. No obstant això, el Congrés Constituent va decidir no incloure el vot femení en la nova carta magna, sota l'argument següent: «El fet que algunes dones excepcionalment tinguin les condicions necessàries per exercir satisfactòriament els drets polítics no funda la conclusió que aquests han de concedir-se a les dones com a classe […] l'activitat de la dona no ha sortit del cercle de la llar domèstica, ni els seus interessos s'han desvinculat dels dels membres masculins de la família; no ha arribat entre nosaltres a trencar la unitat de la família, com arriba a succeir amb l'avanç de la civilització; les dones no senten doncs, la necessitat de participar en els assumptes públics, com ho prova la manca de tot moviment col·lectiu en aquest sentit.»
 El 1918 va desafiar la llei electoral i es va presentar com a candidata al Congrés de la Unió pel 5è districte electoral de la capital. A pesar que va obtenir la majoria de vots, el resultat va ser rebutjat pel Col·legi Electoral. Durant les dècades de 1920 i 1930, va continuar participant en la política. Finalment, el 1952, es va convertir en la primera dona congressista federal de Mèxic. El 1953, va veure realitzat el seu somni, quan el Congrés i el govern d'Adolfo Ruiz Cortines van aprovar la reforma a l'article 34è de la constitució: «Són ciutadans de la República els homes i dones que, tenint la qualitat de mexicans, reuneixin a més els següents requisits: haver complert 18 anys, sent casats, o 21, si no ho són, i tenir una manera honesta de viure.»
La modificació de l'article es va donar a conèixer a través del Diario Oficial de la Federación el 17 d'octubre de 1953. El vot de les dones va ser resultat de la tasca realitzada no només per Hermila Galindo, sinó també d'Elvia Carrillo Port, Adelina Zendejas, Adela Formoso d'Obregón Santacilia, María Lavalle Urbina i Amalia González Caballero de Castillo Ledón, Alicia Arellano Tàpia, entre d'altres.
El 1919, Hermila va publicar La Doctrina Carranza y el acercamiento indolatino, llibre en el qual dedica un apartat a la dona llatinoamericana, en què esmenta que ha contribuït en la Doctrina Carranza efectuant «una constant labor de dignificació i d'alliberament de la dona» i pugnant perquè les dones ocupin «el lloc que en justícia els correspon en el concert social». També en aquest document al·ludeix a característiques amb les quals suposadament la naturalesa dota les dones, com la bondat, la tendresa i l'amor, entre d'altres.
Per a Hermila Galindo, la dona mexicana havia d'aconseguir tres emancipacions: la del clergat, la dels prejudicis de la societat i la de l'home. Ser promotora del carrancismo, tenir vincles amb l'elit política, ser directora d'una revista i conferenciant nacional i internacional van ser plataformes que Hermila Galindo va utilitzar per difondre la seva proposta política, que es va nodrir de demandes sufragistes i feministes de les dones de la seva època, entre les quals demandes per la llibertat, el dret a l'educació i la igualtat laboral, sexual, civil i familiar. En el discurs de Galindo són recurrents els arguments que insisteixen que les dones han de participar en l'esfera pública per la seva experiència en l'esfera privada; arguments que en ocasions semblen estratègics per posicionar les demandes de les dones sense transgredir del tot l'ordre social del gènere vigent en aquesta època.

## Mort
Hermila Galindo va morir a la Ciutat de Mèxic el 18 d'agost de 1954, víctima d'un infart agut de miocardi.

## Obra
- La Mujer moderna (1915–1919)
- Estudio de la Srta. Hermila Galindo: con motivo de los temas que han de absolverse en el Segundo Congreso Feminista de Yucatán, 20 de Noviembre de 1916 (1916)
- La doctrina Carranza y el acercamiento indo-latino (1919)
- Un presidenciable: el general Don Pablo Gonzalez (1919)
- "Mi grano de arena en esa hermosa labor." a La doctrina Carranza y el acercamiento indolatino, pp. 159–67. Mexico 1919.